# Lema de Hotelling
El lema de Hotelling es un resultado de la microeconomía que relaciona la oferta de un bien con el beneficio de los productores. Específicamente, establece que la tasa de aumento de las ganancias maximizadas con respecto a un aumento de precios equivale a la oferta neta del bien. En otras palabras, si la empresa toma sus decisiones para maximizar ganancias, entonces las decisiones pueden recuperarse a partir del conocimiento de la función de ganancia máxima.
El lema fue demostrado por Harold Hotelling en 1932, y es utilizado ampliamente en la teoría de la empresa.

## Declaración formal
Sea {\displaystyle p} la denotación de un precio variable y {\displaystyle w} un costo constante de cada insumo. Sea {\displaystyle x:{\mathbb {R} ^{+}}\rightarrow X} un mapeo del precio a un conjunto factible de inputs {\displaystyle X\subset {\mathbb {R} ^{+}}}. Sea {\displaystyle f:{\mathbb {R} ^{+}}\rightarrow {\mathbb {R} ^{+}}} la función de producción y {\displaystyle y(p)\triangleq f(x(p))} la oferta neta. 
El beneficio máximo puede escribirseː
{\displaystyle \pi (p)=\max _{x}p\cdot y(p)-w\cdot x(p)}
Entonces, el lema establece que si la ganancia {\displaystyle \pi } es diferenciable en {\displaystyle p}, la oferta neta maximizadora viene dada por:
{\displaystyle y^{*}(p)={\frac {\partial \pi (p)}{\partial p}}}
para {\displaystyle \pi } la función de beneficios de la empresa en términos de precio del bien, suponiendo que {\displaystyle p>0} y existe esa derivada.
La demostración del teorema se deriva del hecho de que para una empresa que maximiza el beneficio, el máximo de beneficio de la empresa en alguna salida {\displaystyle y^{*}(p)} está dado por el mínimo de {\displaystyle \pi (p^{*})-p^{*}y^{*}(p)} en algún precio, {\displaystyle p^{*}}, es decir, cuando {\displaystyle {\frac {\partial \pi (p)}{\partial p}}-y=0} se sostiene. Por lo tanto, {\displaystyle y(p)={\frac {\partial \pi (p)}{\partial p}}};  QED.
La prueba también es un corolario del teorema de la envolvente.

## Aplicación del lema de Hotelling
Esta no es una aplicación del lema de Hotelling, es la definición de derivadas parciales.
Sea la función de ganancia de la empresa:
{\displaystyle \pi =py-wx}
donde:
●{\displaystyle \pi } es la ganancia.
●{\displaystyle p} es el precio de venta de cada unidad {\displaystyle y}.
●{\displaystyle y} es la cantidad de unidades vendidas.
●{\displaystyle w} es el costo por unidad del insumo {\displaystyle x}
●{\displaystyle x} son las unidades de insumo necesarias para producir {\displaystyle y}
Si una empresa produce 10 unidades de {\displaystyle y} usando 5 unidades de insumo {\displaystyle x} que cuestan 1 dólar cada uno y vende cada producto por 2 dólares el beneficio que obtiene la empresa es:
{\displaystyle \pi _{1}=(2)(10)-(1)(5)=15}
Si la empresa aumenta el precio de la producción a 3 dólares y aún vende la misma cantidad de {\displaystyle y}, las ganancias de la empresa ahora son:
{\displaystyle \pi _{2}=(3)(10)-(1)(5)=25}
Tomando la diferencia entre {\displaystyle \pi _{1}} y {\displaystyle \pi _{2}}
{\displaystyle \Delta \pi =\pi _{2}-\pi _{1}=25-15=10}
El cambio en las ganancias de un cambio en el precio es 10, que es exactamente lo mismo que la producción producida, por lo tanto, la declaración de {\displaystyle y(p)={\frac {\partial \pi (p)}{\partial p}}} se mantiene.

## Evidencia empírica del lema de Hotelling
Se han hecho varias críticas con respecto al uso y aplicación del lema de Hotelling en el trabajo empírico, algunos como el economista Robert Taylor señalan que la precisión del lema de Hotelling depende de que la empresa maximice las ganancias, lo que significa que está produciendo una ganancia que maximiza la producción {\displaystyle y^{*}} y la reducción de costos de entrada  {\displaystyle y^{*}}. Si una empresa no está produciendo en estos puntos óptimos, entonces el lema de Hotelling no se mantendrá.